# Artur Neiva
Artur Neiva (Salvador, 22 de marzo de 1880 - Río de Janeiro, 6 de junio de 1943), fue un etnógrafo y político brasilero. Artur Neiva es reconocido internacionalmente por haber participado en diversas entidades científicas de Brasil, Argentina y Estados Unidos; y dejó notables aportes en los campos de las ciencias naturales, la etnografía, la eugenesia y la lingüística.

## Biografía
Comenzó a estudiar en la Facultad de Medicina de Bahía, que es la primera escuela de medicina brasileña y hoy en día es la unidad académica de la Universidad Federal de Bahía. Finalizó sus estudios en 1903 en la Facultad de Medicina de Río de Janeiro, donde se convirtió en profesor en 1914. Allí, fue alumno y discípulo de Oswaldo Cruz, con quien trabajó en 1906 en el Instituto Soroterápico, hoy Fundação Oswaldo Cruz, ubicado en la capital de Río de Janeiro.
Como científico, dedicó su labor a la profilaxis y la entomología médica. De esta forma, logró convertirse en un famoso experto en vinchucas, que son los insectos transmisores de la enfermedad de Chagas. A lo largo de su carrera, también realizó varias campañas de salud y de profilaxis contra la malaria.

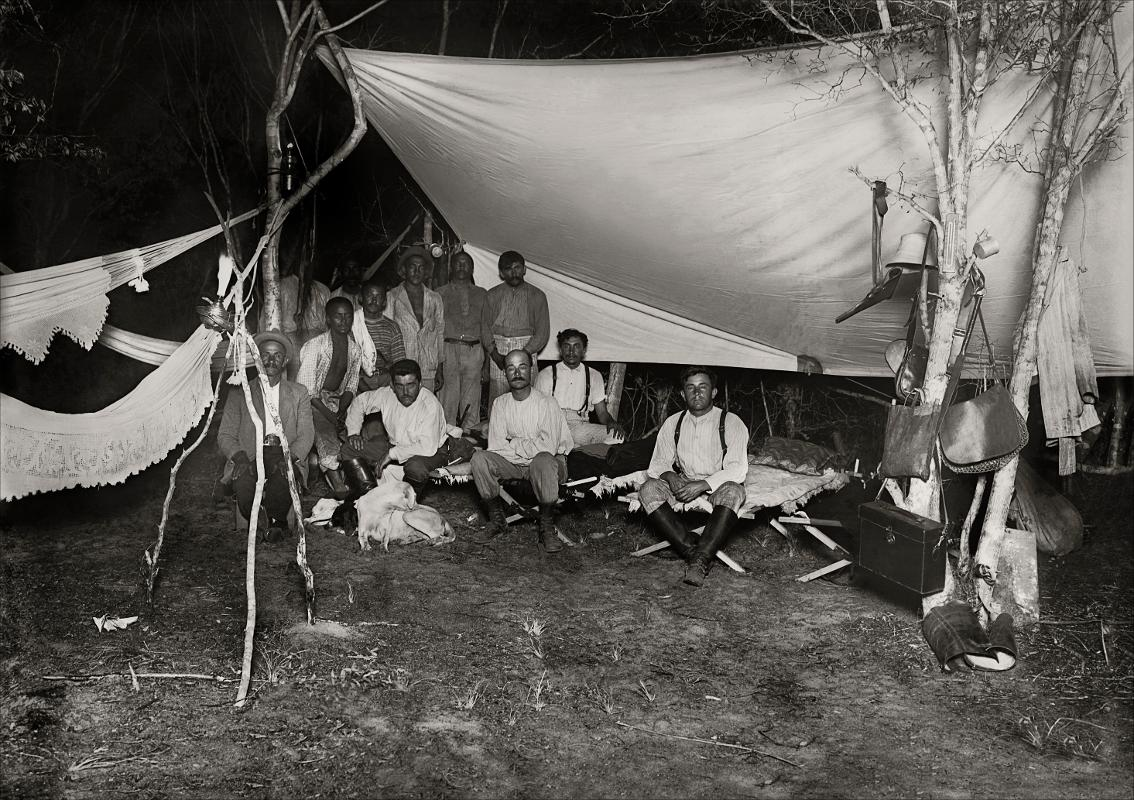
Camping de los miembros de la expedición del Instituto Oswaldo Cruz al norte de Brasil en 1912, entre ellos Arthur Neiva y Belisario Penna (3° y 2° desde la izquierda).

En el año 1912, junto con Belisário Penna, hizo un largo viaje científico en el que recorrieron el norte del estado de Bahía, el sureste de Pernambuco, el sur de Piauí y el norte y sur de Goiás.
Entre los años 1915 y 1916 trabajó junto al gobierno argentino y, desde el 1916, dirigió el Servicio Sanitario de São Paulo, organizando el servicio de combate a la sífilis. Durante este tiempo, redactó el primer código sanitario de Brasil y restableció la profilaxis del tracoma y la vacunación obligatoria. En los años siguientes visitó varios países como investigador de la Fundación Oswaldo Cruz.
Entre los años 1923 y 1927 se desempeñó como director del Museo Nacional Quinta da Boa Vista. Luego, y hasta el año 1933, fue director superintendente del Instituto Biológico del Estado de São Paulo. Fue reemplazado por Henrique da Rocha Lima.
Poco después de la Revolución de 1930 y del ascenso al poder de Getúlio Vargas, fue invitado por João Alberto Lins de Barros, en ese entonces interventor federal de São Paulo, a asumir la Secretaría del Interior del Estado. 
En el año 1931 , dejó su cargo para asumir el cargo de interventor federal en Bahía, siendo designado también por João Alberto Lins de Barros. Durante su paso por el gobierno bahiano, creó el Instituto del Cacao, intentó desarrollar servicios de salud, pero, sin éxito, abandonó la gestión de la política estatal y fue reemplazado por Juracy Magalhães.
En 1933, se convirtió en director del periódico carioca A Nação y fue elegido diputado federal por el Partido Socialdemócrata (PSD) de Bahía.
Participó en la Asamblea Nacional Constituyente de 1933, cuando, junto a los doctores Miguel Couto (elegido por el entonces Distrito Federal ) y Antônio Xavier de Oliveira (elegido por el estado de Ceará), defendió "tesis científicas" de darwinismo social y eugenesia racial, que propuso la necesidad de "blanquear" a la población brasileña y pidió el fin de la inmigración de "aborígenes japoneses" degenerados. 
Al año siguiente, en 1934, renovó su mandato en la Cámara y sirvió hasta finales de 1937, cuando se produjo el Golpe de Estado de 1937, que estableció el Estado Novo y cerró todas las cámaras legislativas de Brasil.